# چرخ‌بیل

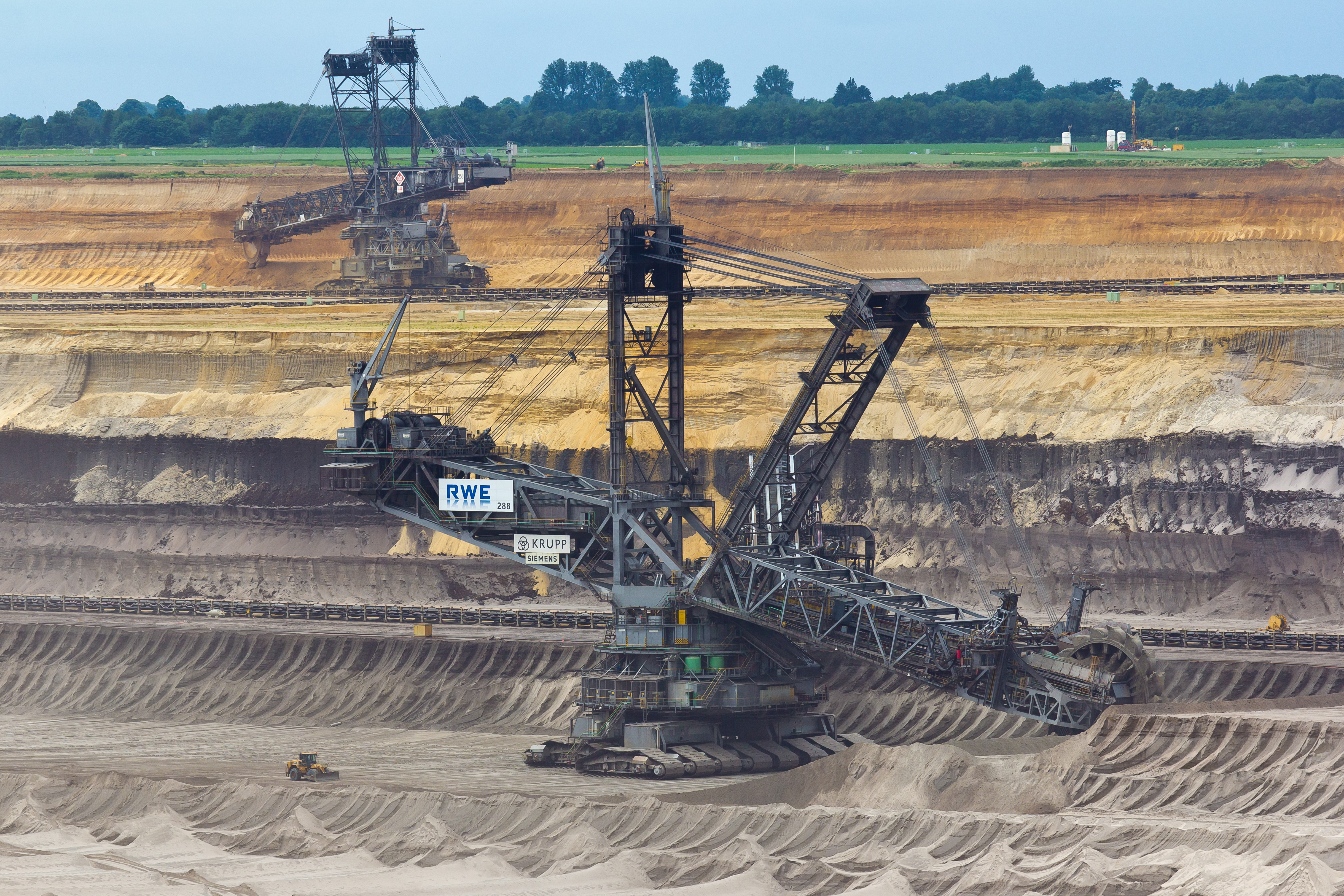
دو چرخ‌بیل در معدن گارزویلر در غرب آلمان

چرخ‌بیل ماشین غول‌پیکر و سنگینی است که جهت خاکبرداری و کاوش در معادن روباز مورد استفاده قرار می‌گیرد. این ماشین دارای چرخ بسیار بزرگی است که پیرامون آن بیل‌های سطل مانند قرار دارد. با چرخش چرخ ِچرخ‌بیل زمین به مقدار قابل توجهی حفاری می‌شود. یک مدل آلمانی این ماشین دارای ویژگی‌های زیر است:
- قطر چرخ ۱۶ متر
- وزن ماشین ۵۰۰۰ تن
- طول ماشین ۱۸۰ متر
- ۱۸ تسمه چرخان برای حرکت دستگاه
- حفاری ۱۸۰ متر باریکه و ضخامت زمین در یک برش

چرخ‌بیل یکی از بزرگ‌ترین ماشین‌های حفاری و استخراج در جهان است. این ماشین غول پیکر، با کمک بیل‌های (جام‌ها) خود قادر است به‌طور پیوسته در زمین‌های نرم و نیمه سخت به کندن زمین و استخراج کانسارها بپردازد.
بیل‌های این ماشین به دور یک چرخ بزرگ نصب شده‌اند و با چرخش پیوستهٔ چرخ، ماشین توانایی کندن زمین را دارد و خاک و سنگ استخراج شده به روی نوار نقالهٔ دستگاه ریخته شده و به پشت سر دستگاه و محل بارگیری انتقال پیدا می‌کند.
یکی از نمونه‌های جالب این دستگاه در کشور آلمان ساخته شده. (آلمان یکی از سازنده‌های اصلی این دستگاه است)
اکسکاواتور بیل چرخشی آلمانی بزرگترین ماشین متحرک جهان می‌باشد با سرعت ۰٫۶ کیلومتر بر ساعت، وزن ۴۵ هزار تن، طول ۲۴۰ متر، ارتفاع ۹۰ متر، قطر چرخ حفاری ۲۶ متر، دارای ۲۸ بیل، با توانایی استخراج روزانهٔ ۲۰۰ هزار تن!
طراحی این غول حفاری ۵ سال طول کشید و ۵ سال هم‌زمان صرف ساختن آن شد تا در سال ۱۹۷۸ این ماشین آمادهٔ بهره‌برداری در معدن روباز زغال سنگ گشت.